# Grado en Salud Pública
El Grado en Salud Pública es un grado que prepara a los estudiantes a seguir carreras en el sector público, privado o sin fines de lucro en áreas como la salud pública, salud ambiental, administración en salud, epidemiología, nutrición, bioestadística, o la política sanitaria y de planificación. 
También se denomina Licenciatura en Salud Pública en aquellos países que imparten licenciaturas. 